# Dipleurozoa
Los dipleurozoos (Dipleurozoa o Dickinsoniomorpha) son organismos proarticulados extintos del período Ediacárico, que tenían forma plana y más o menos ovoide. Fueron considerados gusanos poliquetos, sin embargo, parece más probable que fuesen vendobiontes. El género más representativo es Dickinsonia.
A primera vista, los organismos parecen ser bilaterales que están formados por segmentos en serie. Sin embargo, esto puede ser engañoso, ya que hay indicios de que las estructuras a la izquierda y a la derecha del eje del cuerpo no estaban dispuestas en pares, sino que se compensaban entre sí alternadamente; como los segmentos de muchos rangeomorfos. 
Muestran un frente y un extremo posterior, las huellas indican cierta capacidad de movimiento. Las impresiones han llevado a la suposición de que los organismos podrían alimentarse de biota microbiana por absorción a través de la pared del cuerpo, similar a los recientes Placozoa, y digerido con la superficie ventral (abdominal).

## Galería

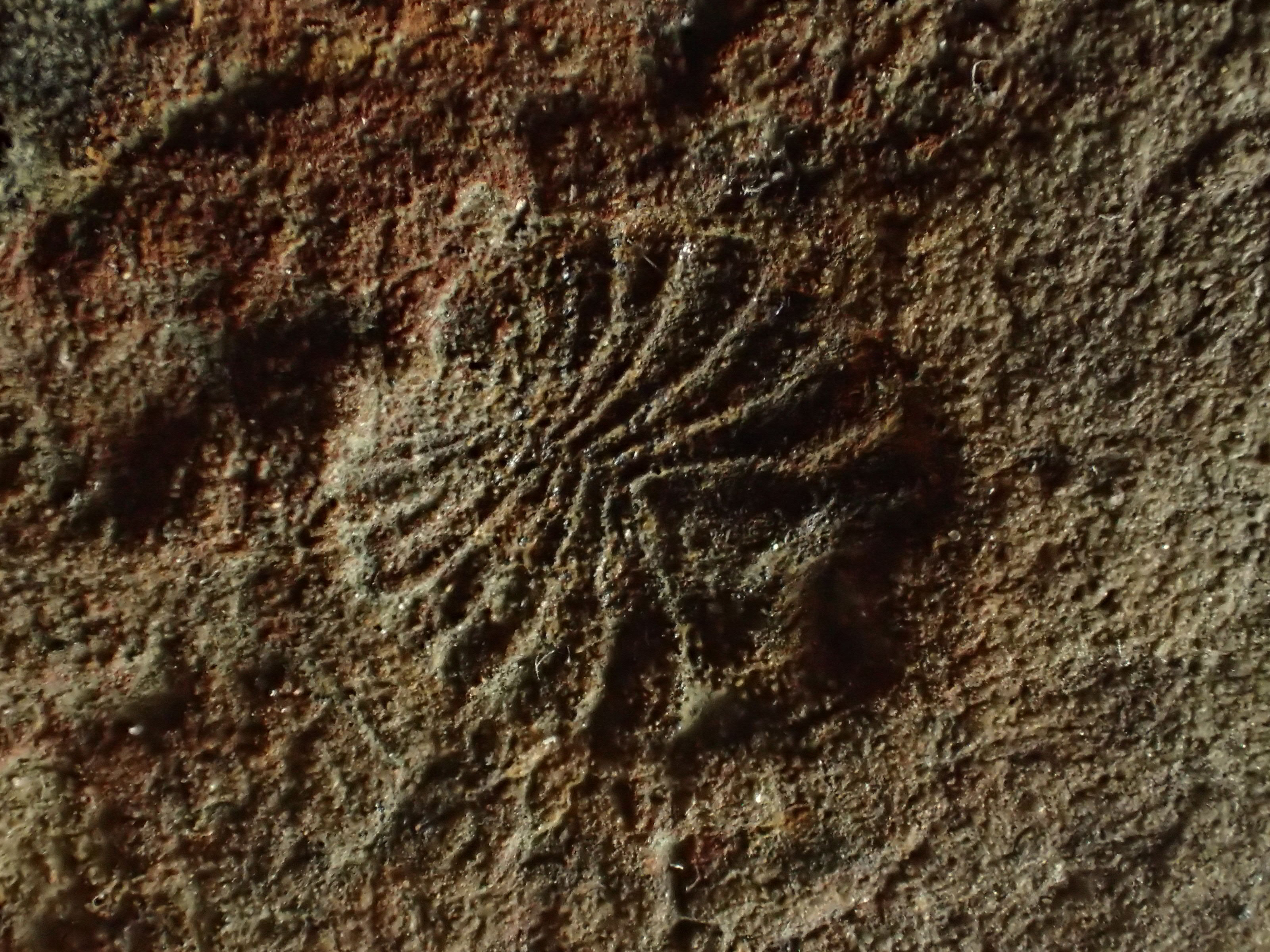
Dickinsonia menneri
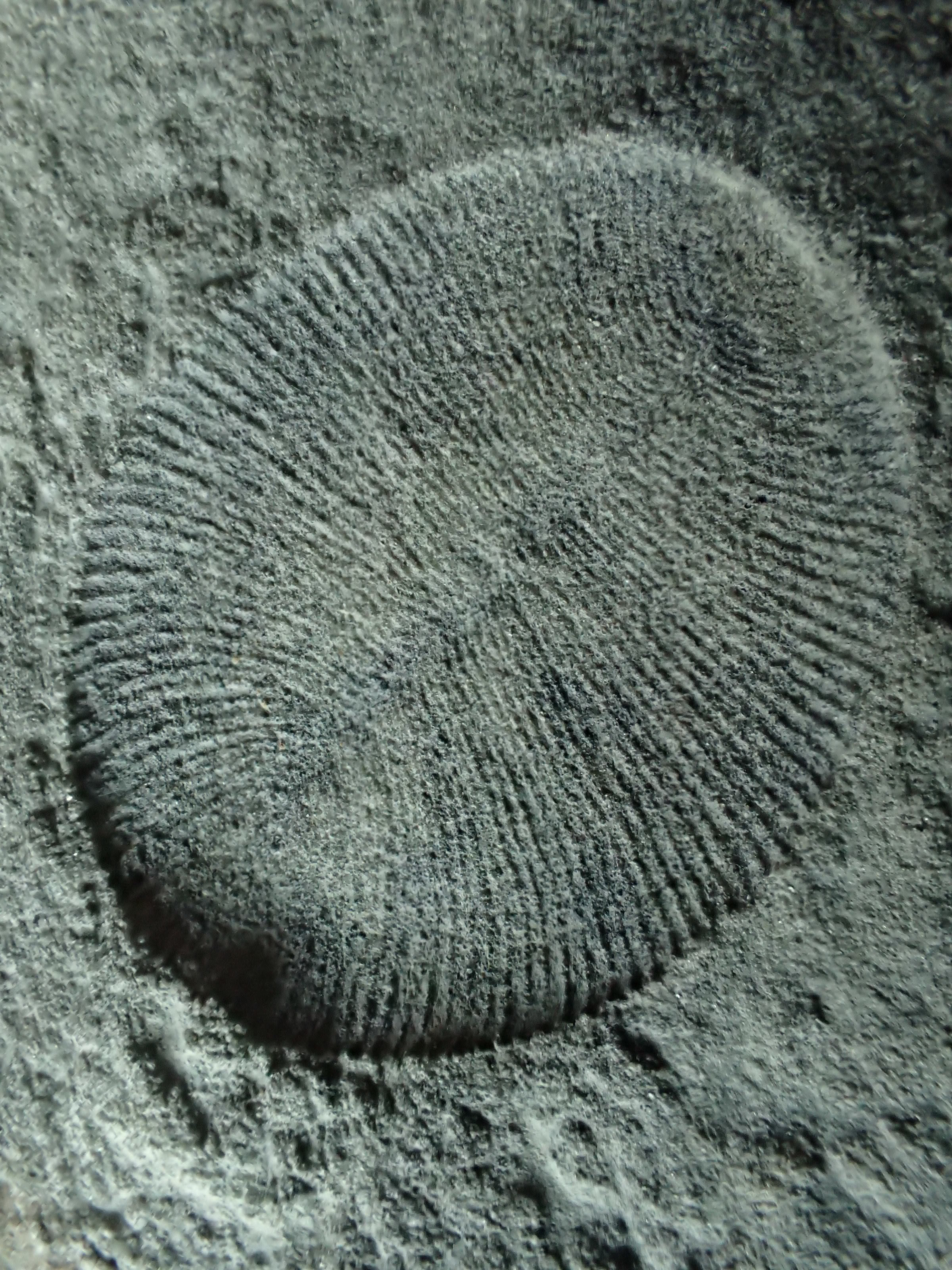
Dickinsonia tenuis
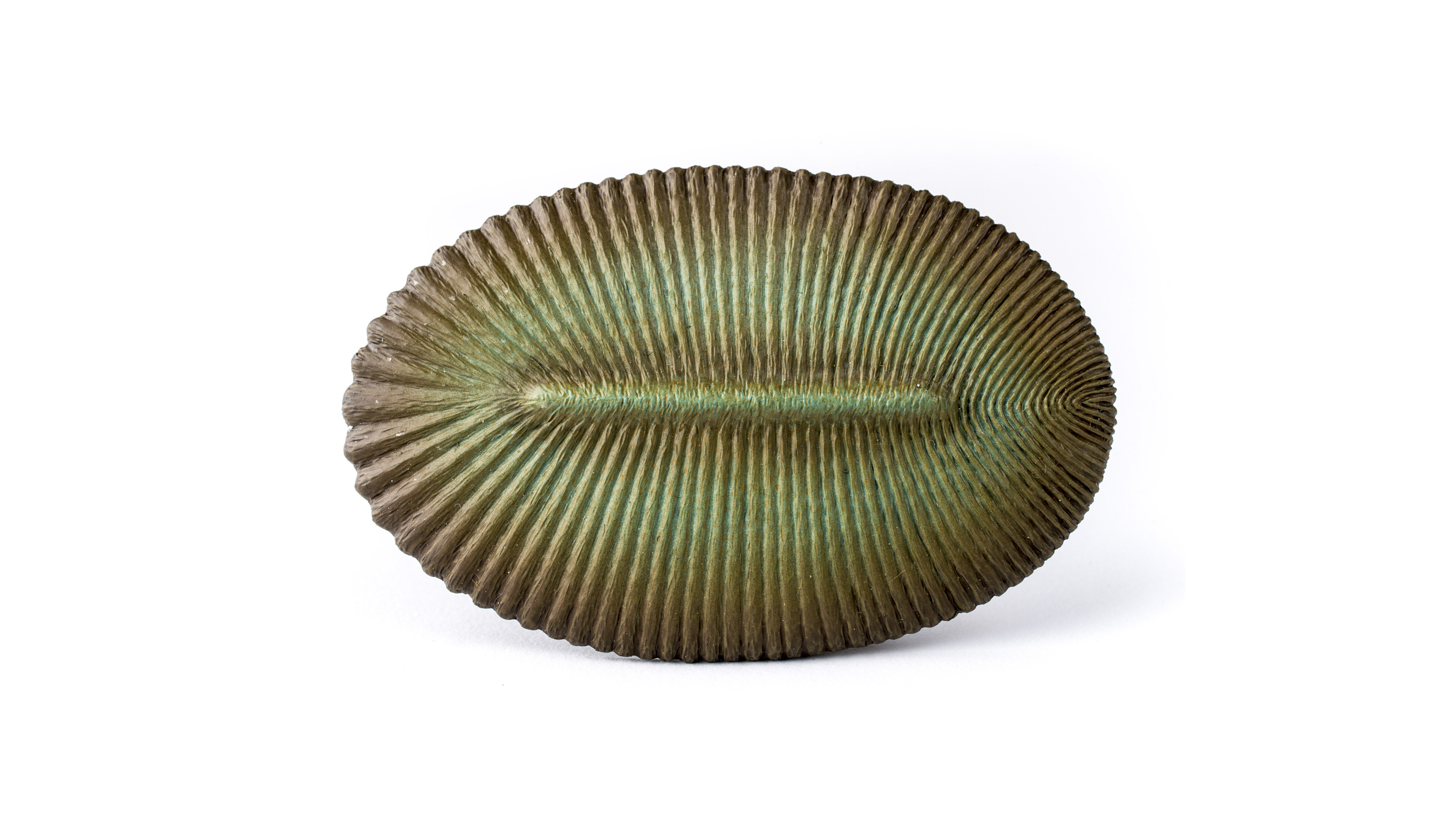
Dickinsonia costata
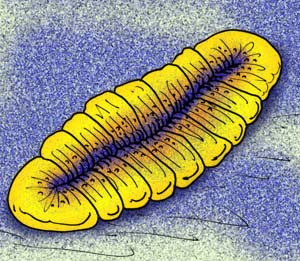
Windermeria